# San Juan de Nieva (Castrillón)
San Juan de Nieva (San Xuan en asturiano y oficialmente) es una entidad singular de población, con la categoría histórica de lugar, perteneciente al concejo de Castrillón, en el Principado de Asturias (España). Alberga una población de 123 habitantes (INE 2009), y, no se enmarca dentro de ninguna de las parroquia de Castrillón, a diferencia de lo que ocurre en el resto de Asturias.
La historia reciente de San Juan de Nieva está ligada a su cercanía con el puerto de Avilés y la fuerte industria que se instaló en sus inmediaciones durante el siglo XX, como la Real Compañía Asturiana de Minas, hoy Asturiana de Zinc, Cristalería Española, etc.
Cabe destacar la Playa de San Juan de Nieva y su sistema de dunas, que junto con la Playa de Salinas forman la playa de El Espartal, una de las más concurridas de Asturias. 

## Transportes
Dispone de una estación de ferrocarril, en la que termina la línea C3 de Cercanías Asturias.